# Mesgrigny
Mesgrigny település Franciaországban, Aube megyében. Lakosainak száma 260 fő (2022. január 1.). Mesgrigny Châtres, Méry-sur-Seine, Orvilliers-Saint-Julien és Vallant-Saint-Georges községekkel határos.

## Népesség
A település népességének változása:
| Lakosok száma | 184  | 188  | 225  | 229  | 302  | 309  | 292  | 277  | 271  | 260  |
|               | 1968 | 1982 | 1990 | 2006 | 2013 | 2015 | 2017 | 2019 | 2020 | 2022 |